# 2009 DD45
2009 DD45 és un menudet asteroide Apol·lo, que va passar a prop de la Terra, a una altitud de 63,500 km el 2 de març de 2009 a les 13:4 UTC. Va ser descobert per astrònoms australians el 27 de febrer del mateix any, tan sols tres dies abans del seu aproximament més proper al planeta Terra. El seu diàmetre estimat està entre els 21 i els 47 metres. Unes mesures semblants a la de l'hipotètic objecte que suposadament va causar la catàstrofe de Tunguska de 1908.
BBC News cita la mínima distància com 72.000 km, una cinquena part de la distància lunar. Alguns especialistes especulen amb un retorn a causa de la força gravitatòria de la Terra.

## Dades

### Designació
- Categoria menor de planeta: Apol·lo

### Característiques orbitals
- Àpside: 1.702878 AU
- Periàpside: .99105290 AU
- Semieix major: 1.346965 AU
- Excentricitat:	.2642327
- Període orbital: 570.995 dies (1.56330 a)
- Velocitat orbital .630477 °/d
- Anomalia mitjana: 299.3171 °
- Inclinació: 13.17143 °
- Longitud del node ascendent: 162.080271 °
- Argument del periàpside: 4.05168 °

### Característiques físiques
- Magnitud absoluta: 25.513 mag